# Ixora chinensis
Espèce
Statut de conservation UICN

 LC  : Préoccupation mineure
Ixora chinensis est une espèce de plantes de la famille des Rubiacées originaire d'Asie.